# Ручьи (Кингисеппский район)
Ручьи (ижор. Ruutsia) — деревня в  Вистинском сельском поселении Кингисеппского района Ленинградской области.

## История
Впервые упоминается в Писцовой книге Водской пятины 1500 года как деревня Ручяй в Каргальском погосте Копорского уезда.
Затем как деревня Rutzia by в Каргальском погосте (западной половине) в шведских «Писцовых книгах Ижорской земли» 1618—1623 годов.
На карте Ингерманландии А. И. Бергенгейма, составленной по шведским материалам 1676 года, она обозначена как деревня Rutziaby.
На шведской «Генеральной карте провинции Ингерманландии» 1704 года — как Rutsia.
Как деревня Рутсия она упомянута на «Географическом чертеже Ижорской земли» Адриана Шонбека 1705 года.
Деревня Ручьи обозначена на карте Ингерманландии А. Ростовцева 1727 года.
На карте Санкт-Петербургской губернии Ф. Ф. Шуберта 1834 года упоминается деревня Ручьи, состоящая из 24 крестьянских дворов.

РУЧЬИ — деревня принадлежит ведомству Ораниенбаумского дворцового правления, число жителей по ревизии: 88 м п., 67 ж. п. (1838 год)

В пояснительном тексте к этнографической карте Санкт-Петербургской губернии П. И. Кёппена 1849 года она записана как деревня Rutza (Ручьи) и указано количество её жителей на 1848 год: ижоры — 116 м п., 116 ж. п., всего 232 человека, которые относились к православному Сойкинскому Николаевскому приходу.
На карте профессора С. С. Куторги 1852 года упомянута деревня Ручьи из 24 дворов.

РУЧЬИ — деревня жены майора Ермаковой, 10 вёрст по почтовой, а остальное по просёлкам, число дворов — 3, число душ — 23 м п.; 

РУЧЬИ — деревня Ораниенбаумского дворцового правления, 10 вёрст по почтовой, а остальное по просёлкам, число дворов — 21, число душ — 74 м п. (1856 год)

РУЧЬИ I-е — деревня, число жителей по X-ой ревизии 1857 года: 79 м п., 69 ж. п., всего 148 человек.

РУЧЬИ II-е — деревня, число жителей по X-ой ревизии 1857 года: 23 м п., 32 ж. п., всего 55 человек.

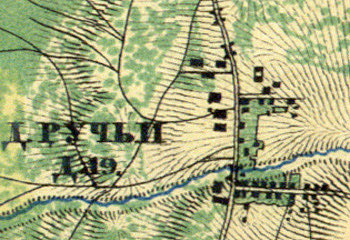
Деревня Ручьи на карте 1860 года

Согласно «Топографической карте частей Санкт-Петербургской и Выборгской губерний» в 1860 году деревня Ручьи состояла из 19 крестьянских дворов.

РУЧЬИ — деревня Дворцового ведомства и владельческая при Финском заливе и колодцах, число дворов — 31, число жителей: 122 м п., 113 ж. п.; Часовня. (1862 год)

РУЧЬИ I-е — деревня, по земской переписи 1882 года: семей — 44, в них 131 м п., 118 ж. п., всего 249 чел.

РУЧЬИ II-е — деревня, по земской переписи 1882 года: семей — 11, в них 37 м п., 38 ж. п., всего 75 чел.

РУЧЬИ I-е — деревня, число хозяйств по земской переписи 1899 года — 56, число жителей: 161 м п., 158 ж. п., всего 319 чел.;
 разряд крестьян: бывшие удельные; народность: русская — 290 чел., финская — 22 чел., смешанная — 7 чел.

РУЧЬИ II-е — деревня, число хозяйств по земской переписи 1899 года — 15, число жителей: 50 м п., 36 ж. п., всего 86 чел.;
 разряд крестьян: бывшие владельческие; народность: русская — 34 чел., финская — 52 чел.

В конце XIX — начале XX века деревня административно относилась к Лужицкой волости 2-го стана Ямбургского уезда Санкт-Петербургской губернии.
В 1917 году деревни Ручьи I и Ручьи II входили в состав Лужицкой волости Ямбургского уезда.
С 1917 по 1924 год деревни Ручьи I и Ручьи II входили в состав Сойкинской волости Кингисеппского уезда.
С 1925 года в составе Сойкинского сельсовета.
Согласно данным переписи населения СССР 1926 года в деревне Ручьи I проживали 347 человек, большинство русские, а также ижоры; в деревне Ручьи II — 123 человека, большинство ижоры, а также русские и украинцы.
С 1927 года в составе Котельского района.
В 1928 году население обеих деревень составляло 470 человек.

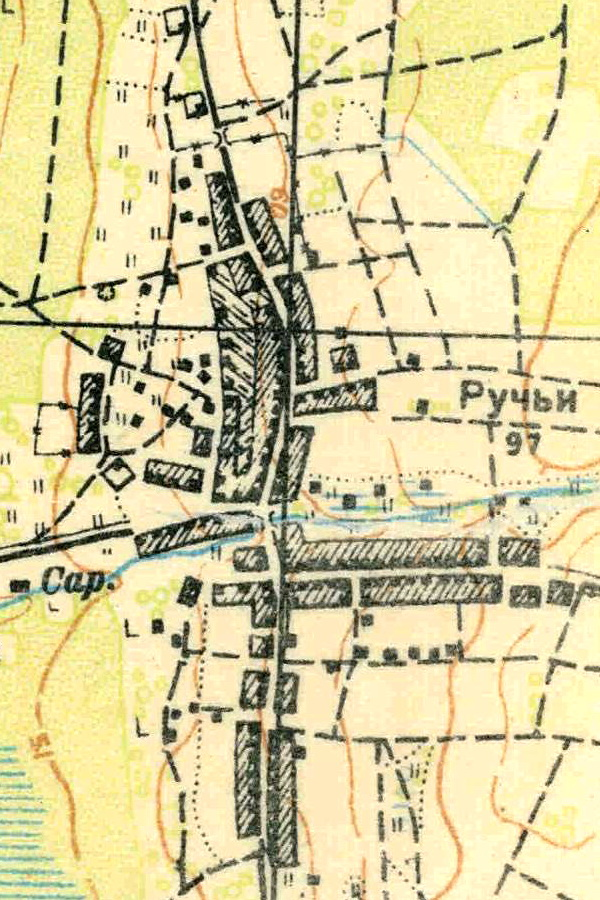
План деревни Ручьи. 1930 год

Согласно топографической карте 1930 года деревня насчитывала 97 дворов.
С 1931 года в составе Кингисеппского района.
По данным 1933 года деревни Ручьи I и Ручьи II входили в состав Сойкинского сельсовета Кингисеппского района.
Деревня была освобождена от немецко-фашистских оккупантов 1 февраля 1944 года.
В 1958 году население деревни Ручьи составляло 311 человек.
По данным 1966, 1973 и 1990 годов деревня Ручьи также входила в состав Сойкинского сельсовета Кингисеппского района.
В деревне находился загородный дом известной оперной певицы Галины Каревой (1929—1990).
В 1997 году в деревне Ручьи проживали 332 человека, в 2002 году — 305 человек (русские — 86 %), деревня входила в состав Сойкинской волости с административным центром в деревне Вистино, в 2007 году — 319 человек.

## География
Деревня расположена в северной части района на автодороге А180 (E 20) (Санкт-Петербург — Ивангород — граница с Эстонией) «Нарва» в месте примыкания к ней автодороги 41К-018 (Копорье — Ручьи).
Расстояние до административного центра поселения — 2 км.
Расстояние до железнодорожной платформы Косколово — 13 км.
Деревня находится на Сойкинском полуострове у побережья Финского залива.

## Культура
В деревне, в здании бывшей школы, действует ижорский музей.

## Демография
| 1862 | 2007 | 2010 | 2017 |
| ---- | ---- | ---- | ---- |
| 235  | ↗319 | ↗337 | ↘293 |

### Национальный состав
Согласно данным Всероссийской переписи населения 2021 года в деревне проживали 222 человека, из них:
 русские — 175, украинцы — 18, ижорцы — 14, лезгины — 5, белорусы — 3, молдаване — 3, марийцы — 1, поляки — 1, чеченцы — 1 человек, один человек национальность не указал.

## Улицы
Берёзовая, Молодёжный переулок, Новая, Ольховый переулок, Пахомовская, Полевая, Рябиновый проезд, Садовая, Сойкинская, Сойкинский переулок, Сосновый переулок, Центральная.